# Norrisia malaccensis
Norrisia malaccensis är en tvåhjärtbladig växtart som beskrevs av Gardn.. Norrisia malaccensis ingår i släktet Norrisia och familjen Loganiaceae. Inga underarter finns listade i Catalogue of Life.